# 11-я танковая дивизия (СССР)
11-я танковая дивизия — воинское соединение автобронетанковых войск Рабоче-крестьянской Красной армии в Великой Отечественной войне. Боевой период: с 22 июня 1941 года по 27 августа 1941 года.

## История
11-я танковая дивизия была сформирована в июле 1940 года в Кишинёве (Одесский военный округ) на базе 4-й легкотанковой бригады. В состав соединения вошли части 336-го гаубичного артиллерийского полка, 490-го стрелкового полка и 18-й зенитный дивизион 173-й стрелковой дивизии, 389-й танковый батальон 176-й стрелковой дивизии. 11-я танковая дивизия дислоцировалась по месту формирования - в Кишиневе, и входила в состав 2-го механизированного корпуса, под командованием генерал-лейтенанта  Ю. В. Новосельского.
| Наименование       | Количество (единиц) |
| ------------------ | ------------------- |
| Танк Т-26          | 4                   |
| Танк БТ            | 116                 |
| Танк ХТ            | 2                   |
| Бронеавтомобиль БА | 24                  |

Части 2-го механизированного корпуса, включая 11-ю танковую дивизию, составляли Резерв Главного Командования в Кишинёве, Котовске и Тирасполе, соответственно они не привлекались для прикрытия государственной границы. 14 июня 1941 года 2-механизированный корпус был передан в подчинение 9-й армии под командованием генерал-полковника Я. Т. Черевиченко.

## Боевой путь

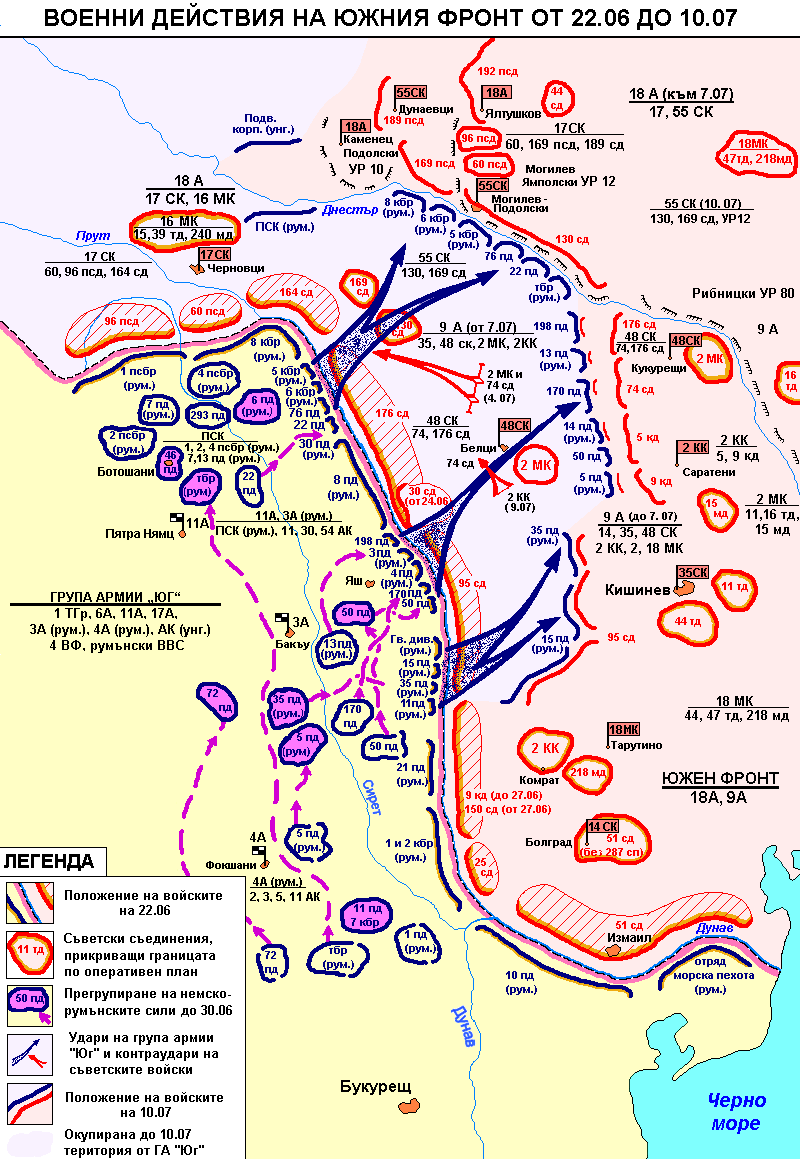
Наступление немецкой группы армий «Юг» на советский Южный фронт (22 июня — 10 июля 1941 года).

В ночь с 21 на 22 июня 1941 года 11-я танковая дивизия получает приказ от командира 2-го механизированного корпуса Ю. В. Новосельского о приведении соединения в полную боевую готовность, выводе из места постоянной дислокации и последующей маскировке. Согласно этому приказу, 11-я танковая дивизия выдвинулась на северо-восточную окраину Кишинева.

### Оборонительная операция в Молдавии
22 июня командующий 9-й армией издал боевой приказ № 01, согласно которому 2-й механизированный корпус должен был сосредоточиться в лесах севернее и северо-западнее Кишинева, в готовности к контрудару на Бельцы, прикрывая Ганчешты.  
24 июня 11-я танковая дивизия, начавшая марш на сутки позже остальных частей 2-го механизированного корпуса, прибыла на место сосредоточения.  
26 июня части 11-й танковой дивизии атаковали противника в районе Истрешты. В результате боестолкновения 11-я танковая дивизия потеряла 8 танков и 7 человек убитыми.  
27 июня 11-я танковая дивизия в составе 2-го механизированного корпуса совершает марш к району Корнешты. В течение суток авиация противника дважды атаковала командный пункт дивизии, а также её колонны во время передвижения.

## Состав
- 21-й танковый полк (в/ч 7816),  командир — полковник Мередих Георгий Владимирович.
- 22-й танковый полк (в/ч 7904).
- 11-й мотострелковый полк (в/ч 7751).
- 11-й гаубичный артиллерийский полк (в/ч 7732), командир — майор Онушков Константин Дмитриевич.
- 11-й медико-санитарный батальон (в/ч 8004).
- 11-й разведывательный батальон (в/ч 7898).
- 11-й отдельный зенитно-артиллерийский дивизион (в/ч 7901).
- 11-й отдельный батальон связи (в/ч 7775).
- 11-й автотранспортный батальон (в/ч 7857).
- 11-й ремонтно-восстановительный батальон (в/ч 7959).
- 11-я рота регулирования (в/ч 7846).
- 11-й полевой хлебозавод (в/ч 8123).
- 272-я полевая почтовая станция.
- 319-я полевая касса Госбанка[3].

## Командиры
- Командир — генерал-майор танковых войск  Волох Петр Васильевич, полковник Кузьмин Григорий Игнатович.
- Заместитель по политической части — полковой комиссар Бахтин Иван Захарович.
- Начальник штаба — полковник Левский Михаил Ильич[3].